# Pterigots

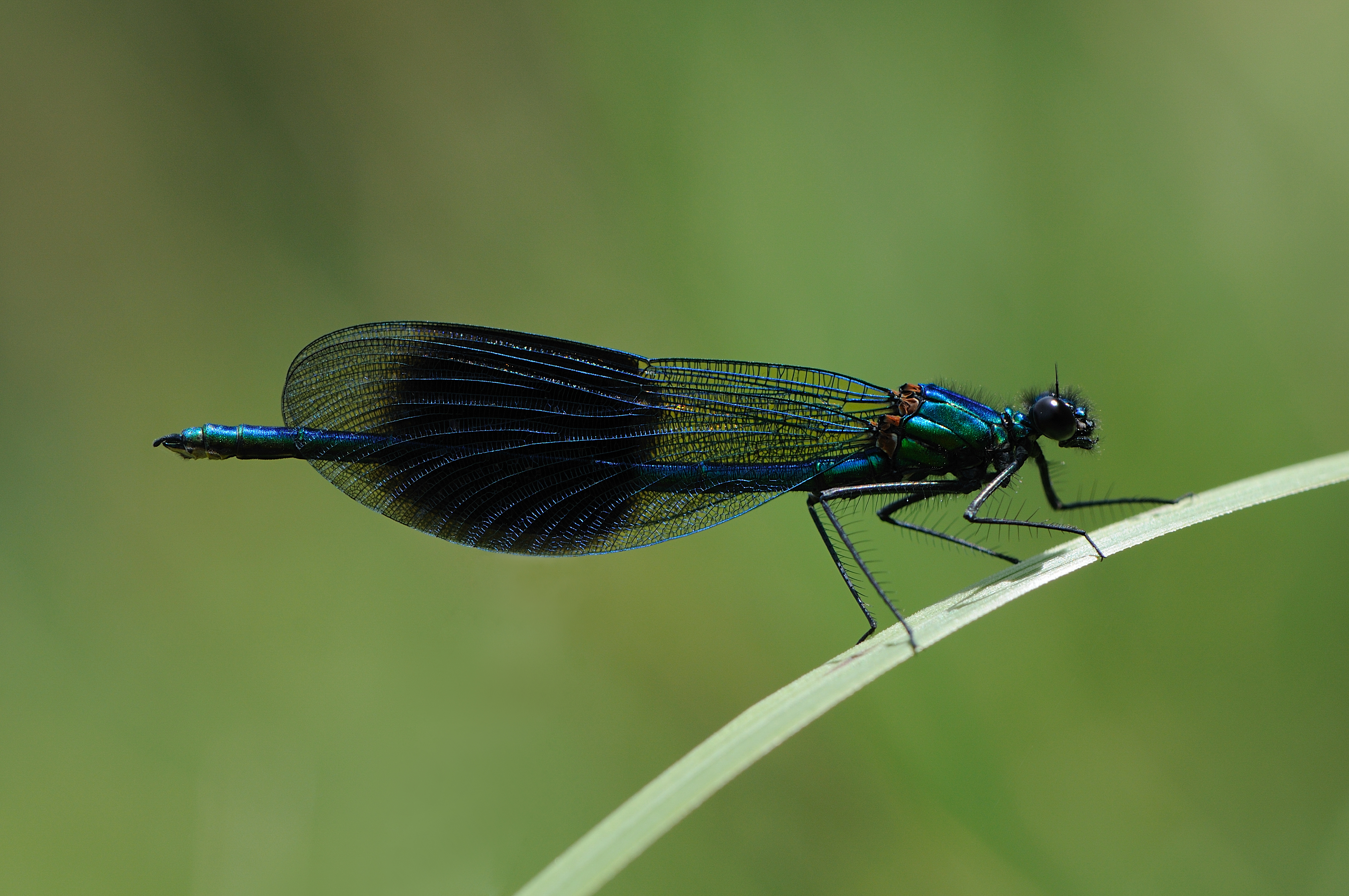
Calopteryx splendens (Odonata)

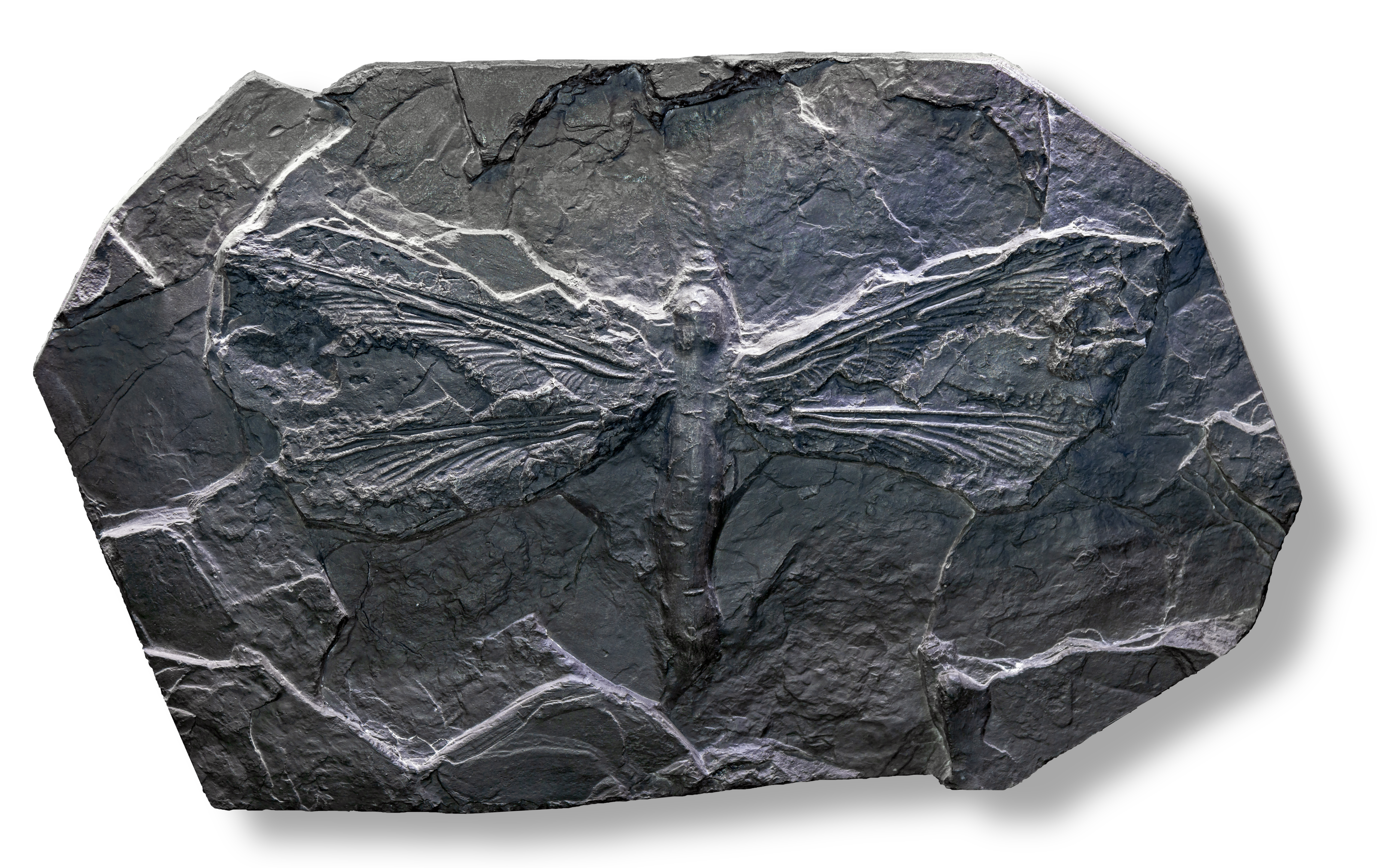
Meganeura

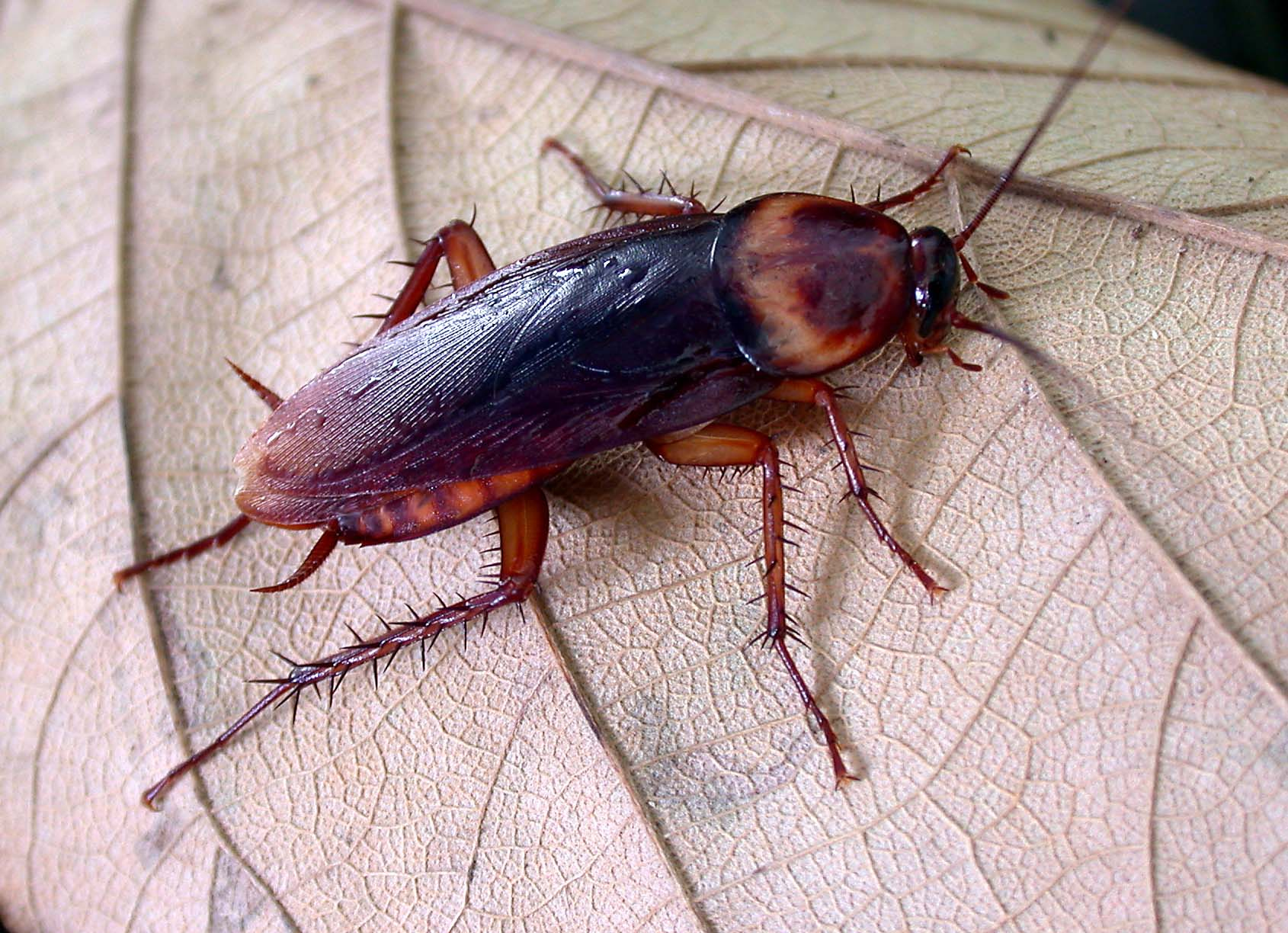
Periplaneta americana (Blattodea)

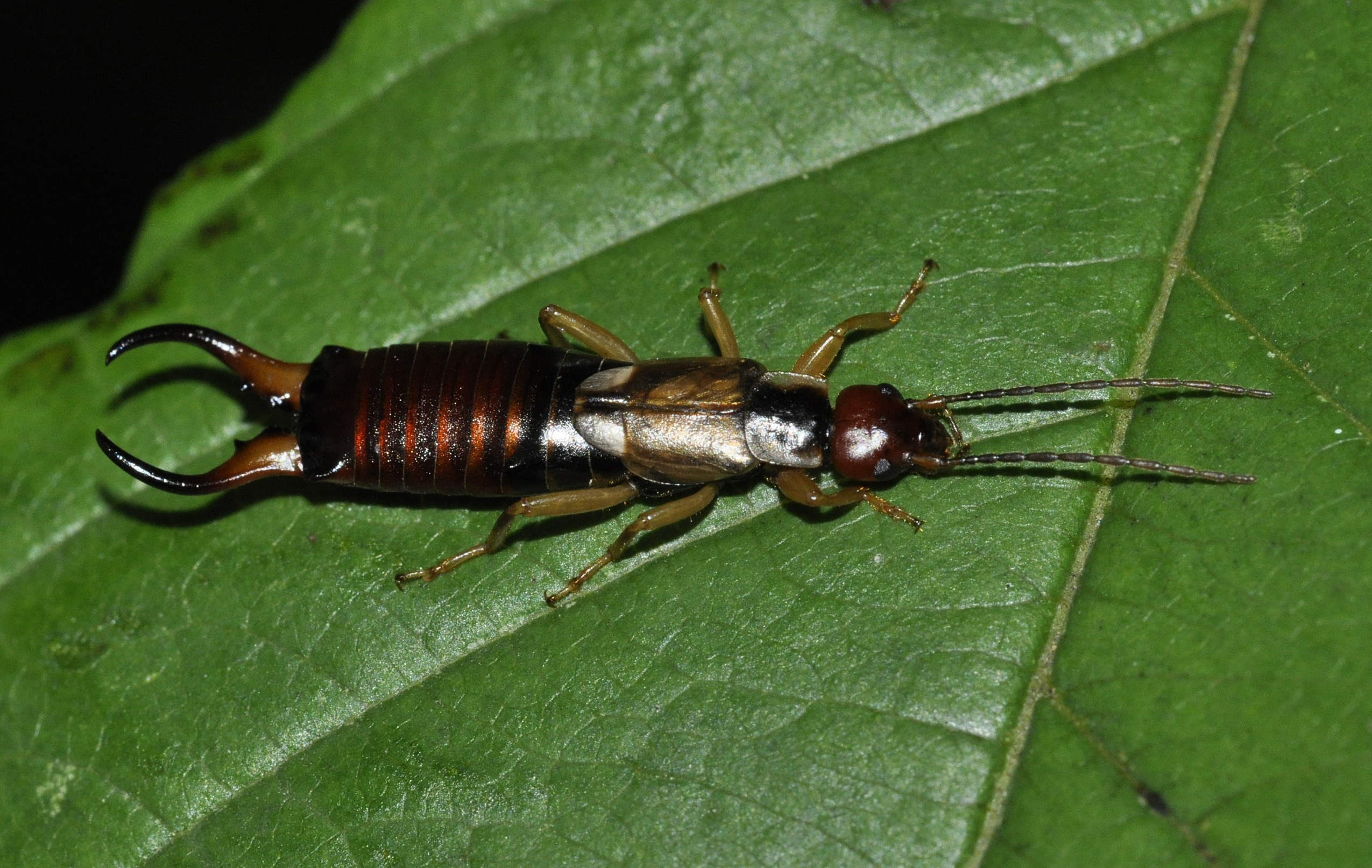
Forficula auricularia (Dermaptera)

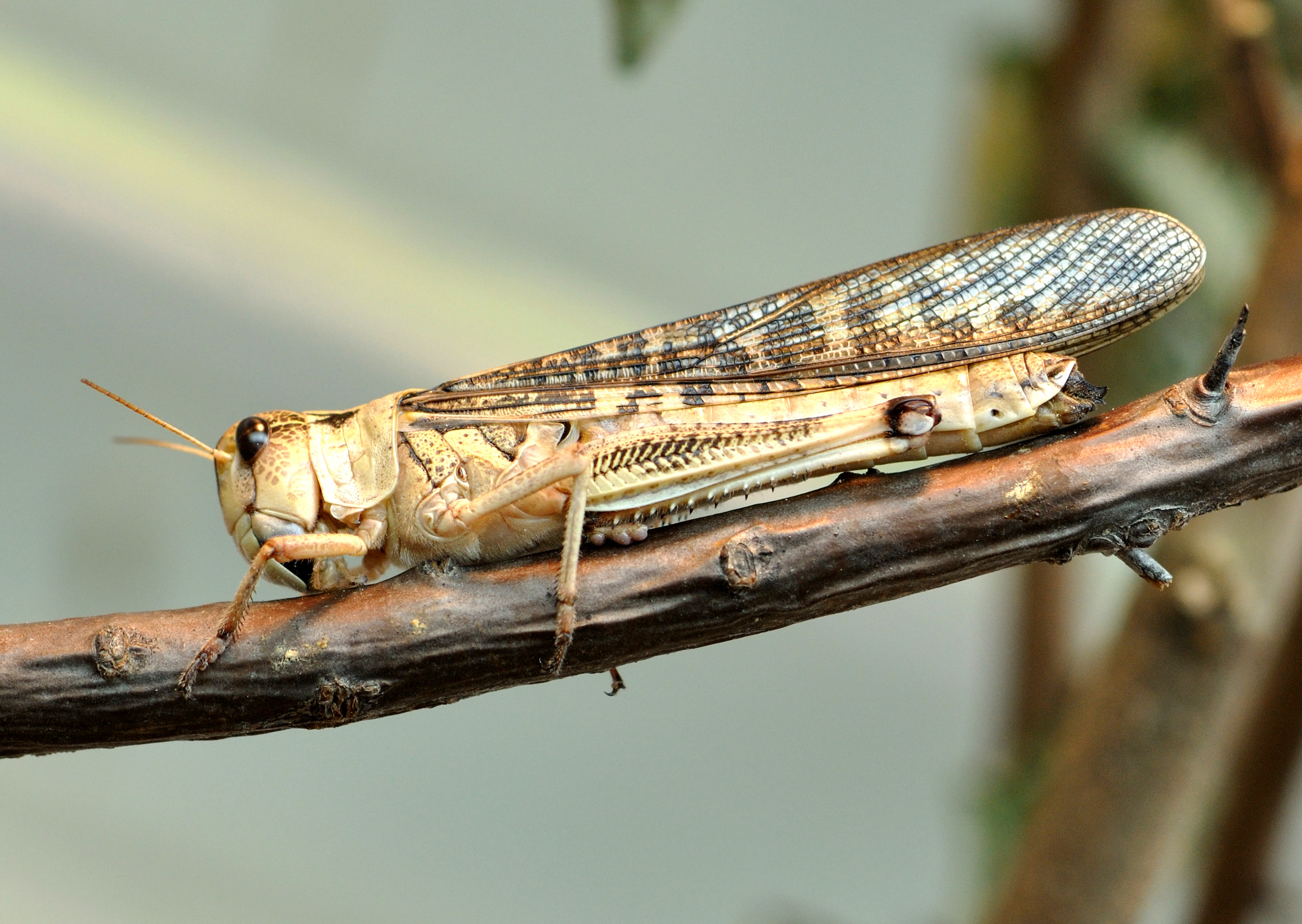
Locusta migratoria (Orthoptera)

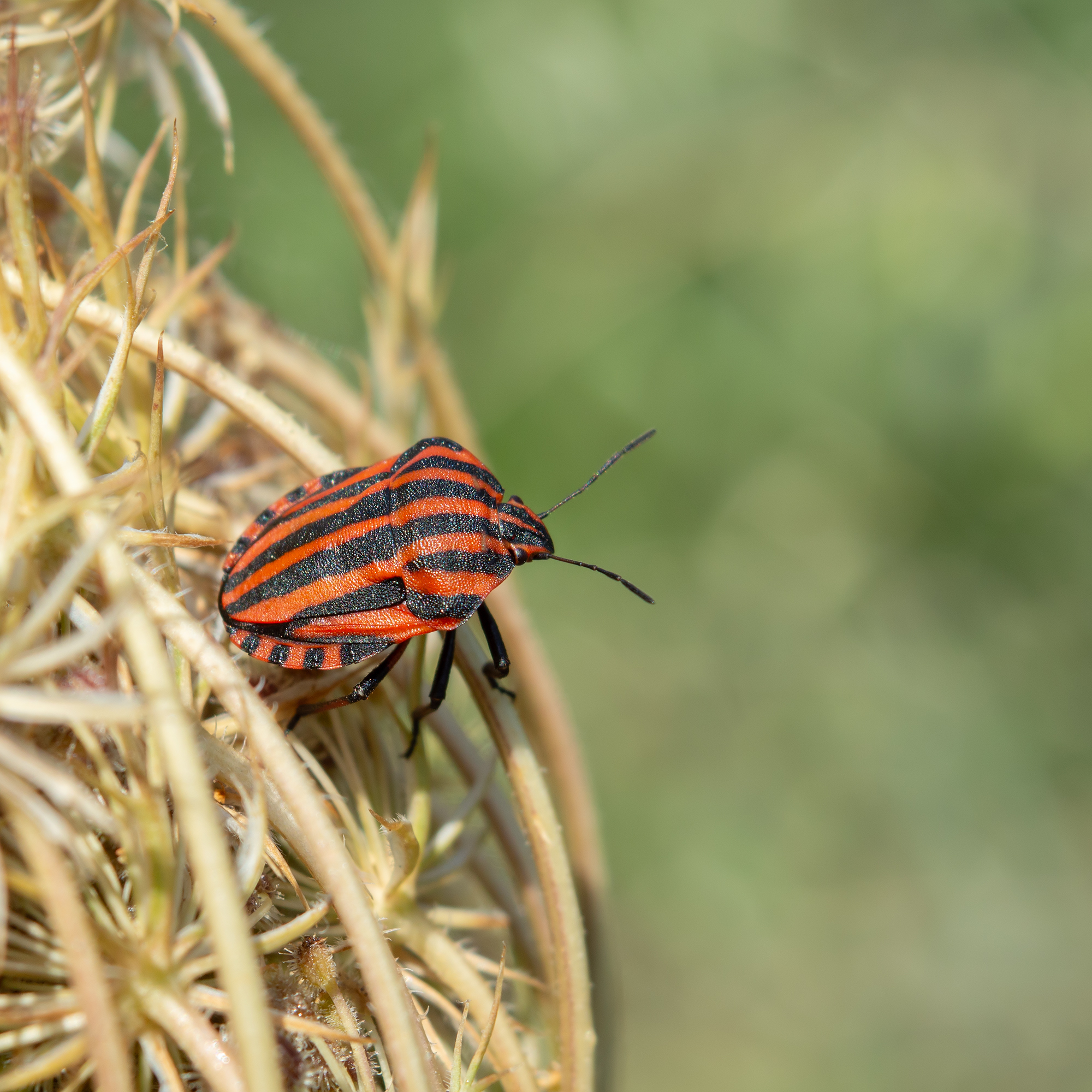
Graphosoma italicum (Hemiptera)

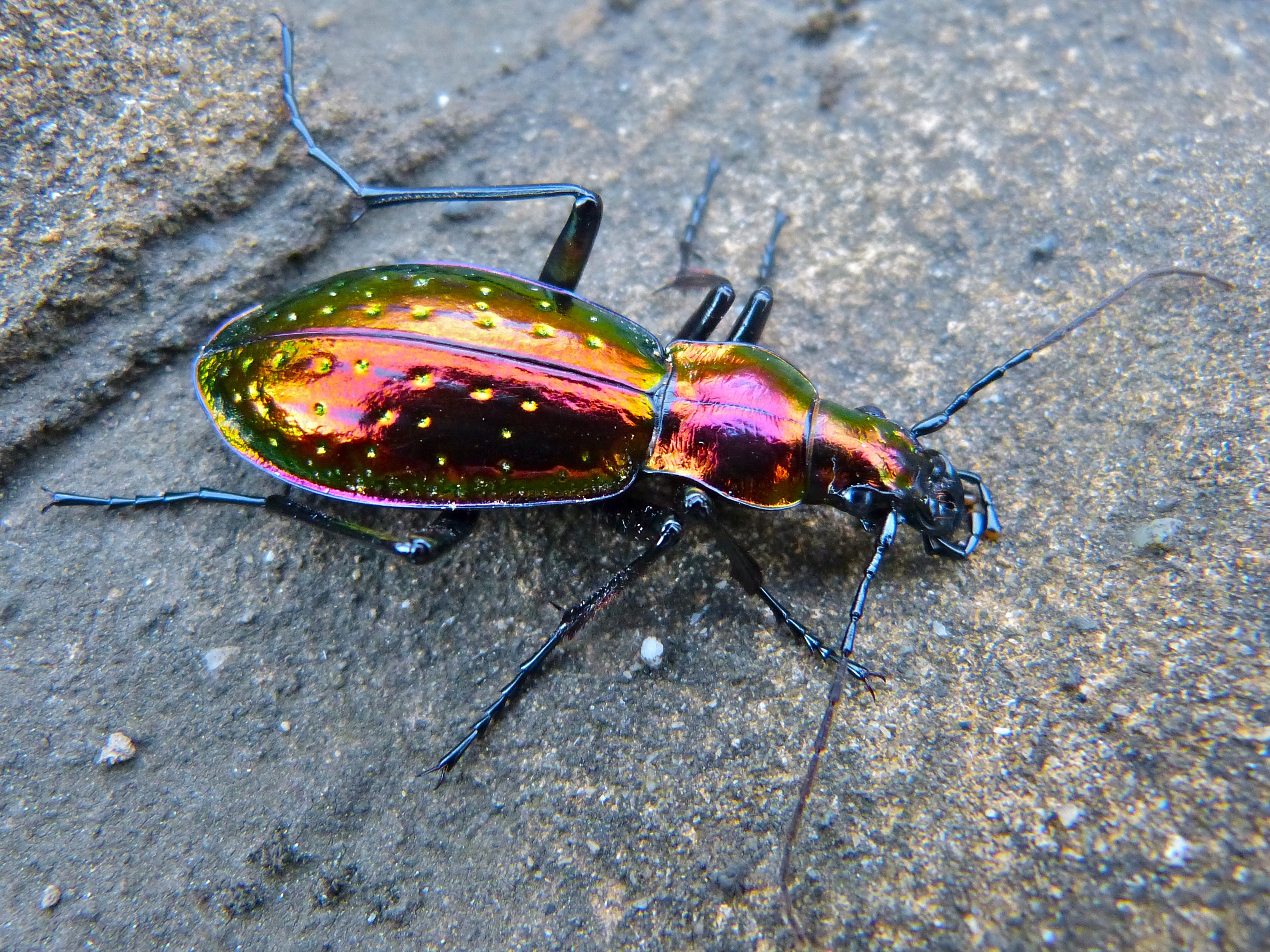
Carabus rutilans (Coleoptera)

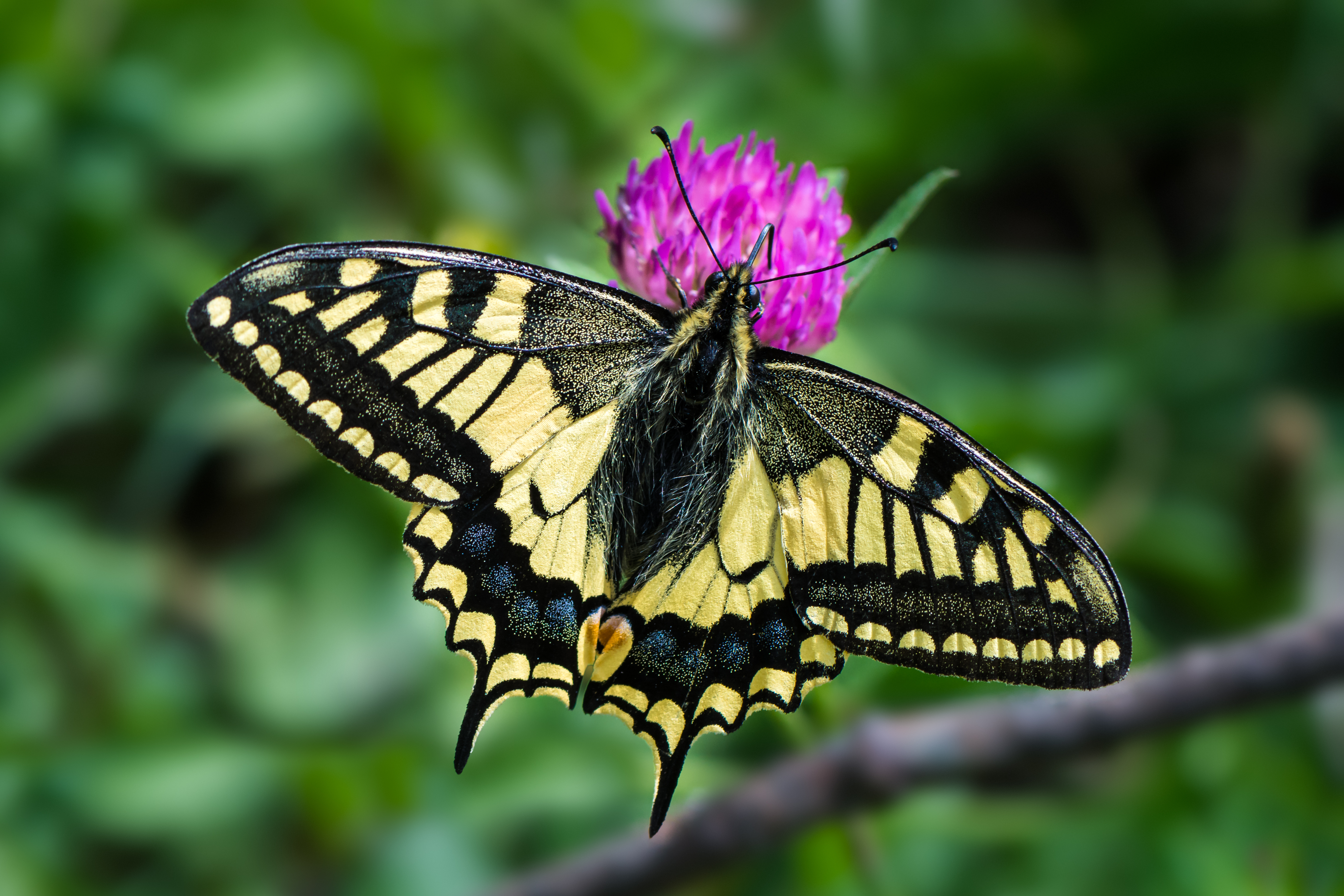
Papilio machaon (Lepidoptera)

Els pterigots (Pterygota, del grec pterygotos, 'alat') són una subclasse d'insectes. Es tracta d'un clade (tàxon monofilètic) que agrupa tots els insectes alats, o que deriven clarament d'avantpassats amb ales. Es caracteritzen per presentar ales en el segon (mesotòrax) i tercer (metatòrax) segments toràcics. La presència d'ales sempre va acompanyada d'un reforç de l'exoesquelet (esclerotizació) en aquests segments toràcics, que es troben generalment units formant l'estructura coneguda com a pterotòrax.
Les ales han estat un gran èxit evolutiu que han permès als pterigots una diversificació enorme, essent, de llarg, el grup d'organismes més reeixit; es calcula que els pterigots compten en més d'1 milió d'espècies.

## Característiques
L'ala dels insectes és una estructura laminar de consistència membranosa, a la qual atorga la rigidesa necessària per al vol la presència de venes, que són en realitat tràquees; les venes són usades per a caracteritzar els ordres; existeixen diferents sistemes d'homologació de les venes, que són utilitzats per a reconèixer-les i interpretar-les; els sistemes d'homologació més utilitzats són el de Comstock i Needham (1898) i el de Kukalova-Peck (1983).
Si bé la condició ancestral del grup dels pterigots és la presència de dos parells d'ales (fins i tot, tres, segons la paleoentomòloga Jarmila Kukalova-Peck), es troben grups en els quals un dels parells d'ales està reduït, com en el cas dels dípters (segon parell d'ales) i estrepsípters (primer parell d'ales), o modificat amb una funció de protecció, com en els èlitres (primer parell d'ales esclerotitzat) de coleòpters i dermàpters.
La presència de pterigots sense ales (àpters) es considera una pèrdua secundària, com és el cas dels ordres Grylloblattodea, Phthiraptera o Siphonaptera. Es considera que la condició àptera en aquests grups és secundària, entre altres coses, perquè existeix evidència en el registre fòssil de membres alats d'aquests grups, com l'espècie extinta Liomopterum ornatum de l'ordre Grylloblattodea, que tenia ales, a diferència de tots els representants actuals d'aquest grup.
Es considera que l'evolució de les ales dintre dels insectes ha estat la clau del seu èxit evolutiu (els insectes són el grup animal més divers del planeta), cosa que va ocórrer possiblement en el Carbonífer o el Devonià, car el fòssil més antic que es coneix d'una ala és del període Carbonífer i pertany a un Palaeodictyoptera, un ordre extint d'insectes.
Els insectes van ser els primers animals a volar, molt abans que ho fessin els pterosaures i les aus; els primers insectes alats van volar en una atmosfera diferent a l'actual, en la qual la concentració d'oxigen era superior a l'actual, la qual cosa es creu que va possibilitar l'evolució del vol en aquest grup d'animals, així com l'aparició d'insectes voladors gegants, sense equivalents en la fauna actual, com la gegantina Meganeura monyi, amb 63 centímetres d'envergadura.
Quant a l'origen de les ales, s'han plantejat diverses hipòtesis, i dues són les que més acceptació han trobat; la primera postula que l'ala es va originar a partir d'extensions laterals de la regió dorsal del tòrax (notum) i es coneix com a teoria paranotal, deguda a Crampton (1919); l'altra hipòtesi postula que l'ala es va originar a partir d'una estructura de la pota (exita) i es coneix com a teoria epicoxal, proposta per Kukalova-Peck (1978); cal destacar que recents descobriments en els camps de la genètica del desenvolupament i filogènia molecular semblen validar la teoria epicoxal.
L'ala presenta moltes variacions quant a forma, grandària, textura i coloració, i cal ressaltar les acolorides ales dels lepidòpters, que deuen aquests colors al fet d'estar cobertes per escates molt petites.

## Classificació
Els pterigots han estat dividits tradicionalment en paleòpters (Palaeoptera) i neòpters (Neoptera), que es diferencien fonamentalment perquè el neòpters poden plegar les ales sobre el cos, cosa que no poden fer els paleòpters. La validesa dels paleòpters com a grup monofilètic (clade) ha estat moltes vegades qüestionada, i la tendència actual és la de considerar-los un grup parafilètic sense validesa taxonòmica.
Entre els paleòpters, es troben els ordres Odonata i Ephemeroptera, així com els grups paleozoics Archodonata, Diaphanopteroidea, Megasecoptera i Palaeodictyoptera; la resta d'ordres de pterigots estan inclosos dins de la infraclasse dels neòpters.
Infraclasse Palaeoptera *
- Ordre Archodonata†
- Ordre Diaphanopteroidea†
- Ordre Ephemeroptera
- Ordre Megasecoptera†
- Ordre Odonata
- Ordre Palaeodictyoptera†

Infraclasse Neoptera
- Ordre Blattodea
- Ordre Caloneurodea†
- Ordre Dermaptera
- Ordre Embioptera
- Ordre Grylloblattodea
- Ordre Isoptera
- Ordre Mantodea
- Ordre Mantophasmatodea
- Ordre Orthoptera
- Ordre Phasmatodea
- Ordre Plecoptera
- Ordre Titanoptera†
- Ordre Zoraptera
- Superordre Exopterygota (Hemipteroidea)
  - Ordre Hemiptera
  - Ordre Phthiraptera
  - Ordre Psocoptera
  - Ordre Thysanoptera
- Superordre Endopterygota
  - Ordre Coleoptera
  - Ordre Diptera
  - Ordre Hymenoptera
  - Ordre Lepidoptera
  - Ordre Mecoptera
  - Ordre Megaloptera
  - Ordre Miomoptera†
  - Ordre Neuroptera
  - Ordre Protocoleoptera†
  - Ordre Protodiptera†
  - Ordre Raphidioptera
  - Ordre Siphonaptera
  - Ordre Strepsiptera
  - Ordre Trichoptera